# Liste der Monuments historiques in Melgven
Die Liste der Monuments historiques in Melgven führt die Monuments historiques in der französischen Gemeinde Melgven auf.

## Liste der Bauwerke
| Bezeichnung                      | Beschreibung | Standort              | Kennzeichnung | Schutzstatus | Datum | Bild           |
| -------------------------------- | ------------ | --------------------- | ------------- | ------------ | ----- | -------------- |
| Allée couverte von Loc’h ar Pont |              | (Lage)                | PA00090111    | Classé       | 1964  | weitere Bilder |
| Kapelle Notre-Dame               |              | Coat-an-Poudou (Lage) | PA00090112    | Classé       | 1949  | weitere Bilder |
| Chapelle de la Trinité           | Kapelle      | (Lage)                | PA00090113    | Classé       | 1914  | weitere Bilder |

## Liste der Objekte

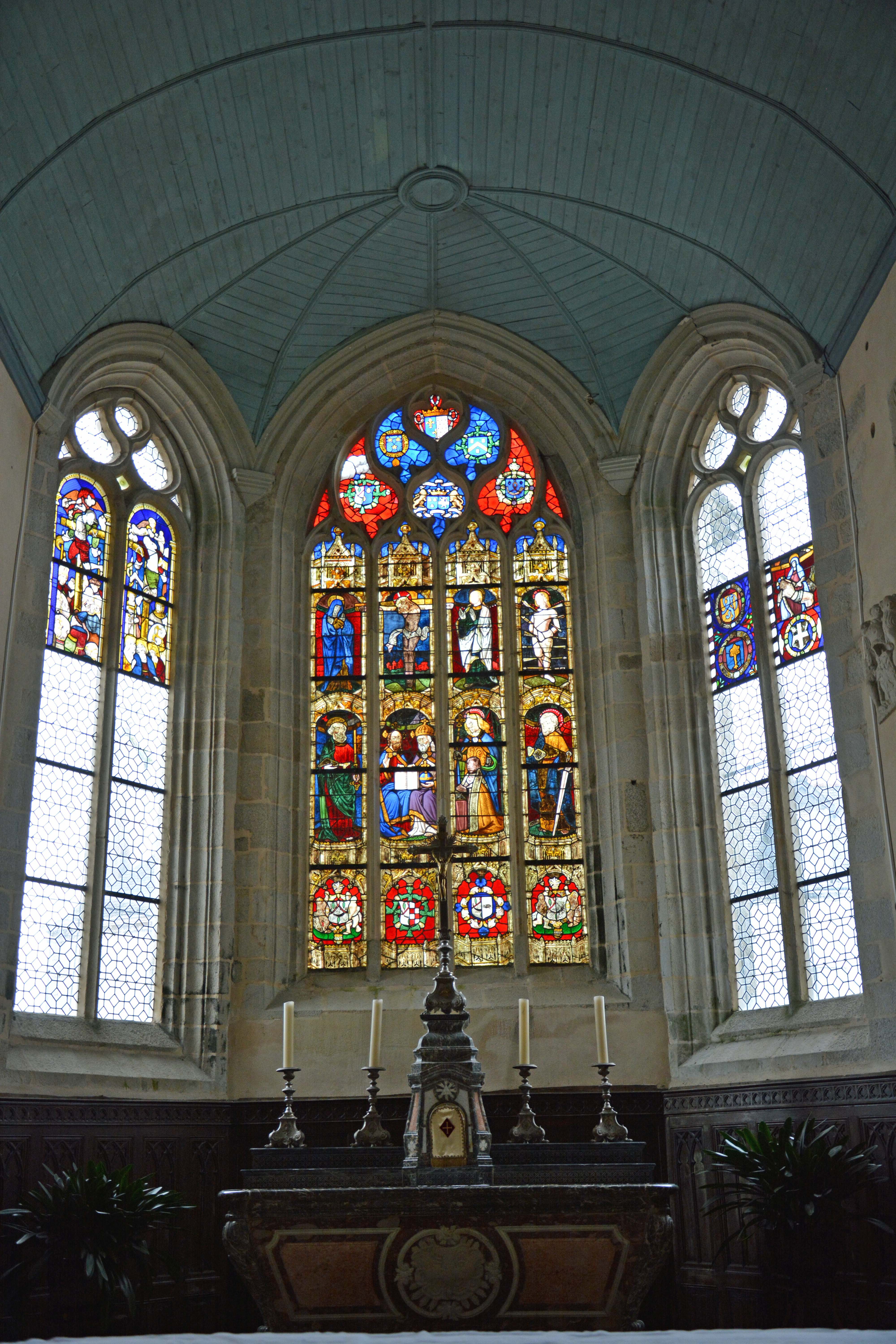
Bleiglasfenster (16. Jahrhundert) in der Kirche St-Pierre-St-Paul

- Monuments historiques (Objekte) in Melgven in der Base Palissy des französischen Kultusministeriums